# Elena Zubcov
Elena Zubcov (n. 18 ianuarie 1949, Velîkoserbulivka, Raionul Ielaneț, RSS Ucraineană, URSS) este o cercetătoare din Republica Moldova, profesor, doctor habilitat în științe biologice, membru corespondent al Academiei de Științe a Moldovei. Activează în Secția de științe biologice, chimice și ecologice. Este specializată în hidrobiologie, ihtiologie, ecotoxicologie, ecologie acvatică.

## Studii
A absolvit școala din satul natal în 1966, cu medalie. Cinci ani mai târziu, în 1971, a absolvit Facultatea de Biologie și Chimie la Institutul de Stat Pedagogic din Tiraspol (actualmente Universitatea de Stat din Tiraspol), iar în 1983-1986 a făcut doctorantura la secția fără frecvență la Institutul de Hidrochimie din Rostov pe Don, Rusia. La sfârșitul studiilor în Rusia, obține titlul de doctor în geografie. În 1999, devine și doctor habilitat în biologie, cu teza susținută la Institutul de Zoologie al AȘM.
A colaborat la universități din alte țări: în Rusia în perioada 1995-2010 (Institutul Hidrochimic din Rostov pe Don, Universitatea din Moscova și Institutul de Oceanologie din același oraș, Institutul de Limnologie din Sankt Petersburg; lucrând la cercetarea ecosistemelor acvatice, hidrobiologie, ihtiologie, ecotoxicologie), în California, SUA în 2002 (ecologie și ecotoxicologie acvatică) și în Suedia în 2005 (tehnologii ecologice, apa și sănătatea, ecosanitație).
A urmat cursuri în Ungaria (2006-2012; acvacultură, tehnologii ecologice), Suedia (2006; apa și sănătatea, ecosanitație și educație), Germania (2008; schimbarea climei, apa și sănătatea și proiecte UE în domeniu), Republica Cehă (2008; biomonitoring, ecotoxicologie, ecologie acvatică), Estonia (2009; ecosisteme transfrontaliere).

## Activitate științifico-pedagogică
În iulie 1971 a început să lucreze la Institutul de Zoologie al AȘM, laboratorul de hidrobiologie, ca laborant-specialist. În februarie 1975 devine cercetător științific inferior la laboratorul de biohidrochimie al Institutului de Zoologie și Fiziologie al AȘM, iar în ianuarie 1987 devine cercetător științific superior la laboratorul de ecofiziologie și ontogeneză a ihtiofaunei în cadrul aceluiași Institut. Din iulie 1993 a fost cercetăror științific principal și conducătoare a grupei de ecotoxicologie în cadrul Institutului de Zoologie al AȘM, iar din septembrie 1999 șefă a laboratorului de hidrochimie și ecotoxicologie al aceluiași institut — redenumit în martie 2001 ca laborator de hidrobiologie și ecotoxicologie — și a rămas în această funcție până în 2005.
În februarie 2005, prin Decretul Președintelui nr. 2074 din 3 noiembrie 2004, a fost numită vicepreședinte al Consiliului Național pentru Acreditare și Atestare și conducătorul Comisiei de Acreditare, iar prin cumul și cercetător științific la Institutul de Zoologie. În ianuarie 2009, a revenit în fruntea laboratorului de hidrobiologie și ecotoxicologie al Institutului de Zoologie.
În perioada 1999-2006 lucrează prin cumul ca profesoară la Universitatea de Stat din Moldova, Catedra Biologie Umană și Animală. Din 2010, iarăși prin cumul, este profesoară la Universitatea Academiei de Științe a Moldovei, Secția Biologie.
A condus 8-9 teze de doctorat, 3 de masterat și 8 de licență. Acești studenți au obținut ulterior — în total — 5 burse internaționale, 2 grant-uri și o bursă de excelență a Guvernului Republicii Moldova.

## Premii și recunoașteri
Elena Zubcov a fost distinsă cu următoarele premii:
- Ordinul „Gloria Muncii” (2019)
- Premiul Prezidiului AȘM pentru ciclul de publicații „Legitățile migrației substanțelor chimice și rolul lor în funcționarea grupelor principale de hidrobionți în ecosistemele acvatice ale Moldovei”
- Medalie de argint cu ocazia a 60 de ani ai AȘM
- 2 diplome de onoare și una de recunoștință ale AȘM
- diplomă a Consiliului Național pentru Acreditare și Atestare
- 5 certificate internaționale
- menționată cu medalii de aur, argint și bronz la Expozițiile Internaționale la Saloanele internaționale de Invenție din SUA, Belgia, Elveția, România ș.a